# Papa Bonifácio IV
Papa Bonifácio IV, O.S.B (Valeria, 550 — Roma, 8 de maio de 615) foi um monge beneditino eleito o 67º Papa em 25 de Agosto de 608.
No pontificado do Papa Gregório I, Bonifácio era diácono da Igreja de Roma e ocupava o cargo de dispensator, isto é, era o encarregado da administração do património.
O pontificado de Bonifácio foi marcado por muito sofrimento em Roma, devido à fome, pestilência e inundações.
Converteu o Panteão de templo pagão em igreja dedicada à Virgem Maria e a Todos os Santos e Mártires, salvando-o da destruição. Instituiu a festa de Todos os Santos em 1 de Novembro.
Morreu em 8 de Maio de 615.
O pontífice morreu em retiro monástico (tinha convertido a sua casa num mosteiro) e foi sepultado no pórtico de S. Pedro. Posteriormente os seus restos mortais foram movidos por três vezes, no século XI ou XII, no século XIII e finalmente de volta à Basílica de S. Pedro, a 21 de outubro de 1603.
Bonifácio IV é venerado como santo a 8 de maio.